# ギャレット・ウィットロック
ギャレット・ゲッツ・ウィットロック（Garrett Getts Whitlock, 1996年6月11日 - ）は、アメリカ合衆国ジョージア州グウィネット郡スネルビル出身のプロ野球選手（投手）。右投右打。MLBのボストン・レッドソックス所属。

## 経歴

### プロ入りとヤンキース傘下時代
2017年のMLBドラフト18巡目（全体542位）でニューヨーク・ヤンキースから指名され、プロ入り。契約後、傘下のルーキー級ガルフ・コーストリーグ・ヤンキースでプロデビュー。アパラチアンリーグのルーキー級プラスキ・ヤンキースでプレーし、2球団合計で5試合（先発3試合）に登板して1勝0敗、防御率3.77、22奪三振を記録した。
2018年はA級チャールストン・リバードッグス、A+級タンパ・ターポンズ、AA級トレントン・サンダーでプレーし、3球団合計で23試合（先発21試合）に登板して8勝5敗、防御率1.86、122奪三振を記録した。
2019年はAA級トレントンでプレーし、14試合に先発登板して3勝3敗、防御率3.07、57奪三振を記録した。7月にはトミー・ジョン手術を受けている。
2020年は前年の手術、マイナーリーグ自体もCOVID-19の影響で試合が開催されなかったため、公式戦の登板は無かった。

### レッドソックス時代
2020年12月10日にルール・ファイブ・ドラフトでボストン・レッドソックスから指名され、移籍した。
2021年の開幕はメジャーで迎え、4月4日のボルチモア・オリオールズ戦でメジャーデビューを果たした。そのまま定着し、最終的に46試合に登板して8勝4敗2セーブ、14ホールド、防御率1.96、81奪三振を記録した。
2022年からは先発も兼務するようになり、31試合（先発9試合）に登板して4勝2敗6セーブ、防御率3.45、82奪三振を記録した。
2023年は22試合（先発10試合）に登板して5勝5敗1セーブ、防御率5.15、72奪三振を記録した。

## 選手としての特徴
90mph台前半〜中盤のシンカーを主体としており、変化球ではスライダーを投げる。

## 詳細情報

### 年度別投手成績
| 年 度    | 球 団    | 登 板 | 先 発 | 完 投 | 完 封 | 無 四 球 | 勝 利 | 敗 戦 | セ 丨 ブ | ホ 丨 ル ド | 勝 率 | 打 者 | 投 球 回 | 被 安 打 | 被 本 塁 打 | 与 四 球 | 敬 遠 | 与 死 球 | 奪 三 振 | 暴 投 | ボ 丨 ク | 失 点 | 自 責 点 | 防 御 率 | W H I P |
| -------- | -------- | ----- | ----- | ----- | ----- | -------- | ----- | ----- | -------- | ----------- | ----- | ----- | -------- | -------- | ----------- | -------- | ----- | -------- | -------- | ----- | -------- | ----- | -------- | -------- | ------- |
| 2021     | BOS      | 46    | 0     | 0     | 0     | 0        | 8     | 4     | 2        | 14          | .667  | 298   | 73.1     | 64       | 6           | 17       | 2     | 3        | 81       | 3     | 1        | 22    | 16       | 1.96     | 1.10    |
| 2022     | BOS      | 31    | 9     | 0     | 0     | 0        | 4     | 2     | 6        | 4           | .667  | 311   | 78.1     | 65       | 10          | 15       | 0     | 1        | 82       | 2     | 0        | 32    | 30       | 3.45     | 1.02    |
| 2023     | BOS      | 22    | 10    | 0     | 0     | 0        | 5     | 5     | 1        | 3           | .500  | 304   | 71.2     | 82       | 13          | 13       | 0     | 3        | 72       | 2     | 0        | 43    | 41       | 5.15     | 1.33    |
| 2024     | BOS      | 4     | 4     | 0     | 0     | 0        | 1     | 0     | 0        | 0           | 1.000 | 75    | 18.1     | 14       | 1           | 7        | 0     | 1        | 17       | 0     | 0        | 4     | 4        | 1.96     | 1.15    |
| MLB：4年 | MLB：4年 | 103   | 23    | 0     | 0     | 0        | 18    | 11    | 9        | 21          | .621  | 988   | 241.2    | 225      | 30          | 52       | 2     | 8        | 252      | 7     | 1        | 101   | 91       | 3.39     | 1.15    |

- 2024年度シーズン終了時

### 年度別守備成績
| 年 度 | 球 団 | 投手（P） | 投手（P） | 投手（P） | 投手（P） | 投手（P） | 投手（P） |
| 年 度 | 球 団 | 試 合     | 刺 殺     | 補 殺     | 失 策     | 併 殺     | 守 備 率  |
| ----- | ----- | --------- | --------- | --------- | --------- | --------- | --------- |
| 2021  | BOS   | 46        | 3         | 5         | 0         | 0         | 1.000     |
| 2022  | BOS   | 31        | 6         | 6         | 0         | 0         | 1.000     |
| 2023  | BOS   | 22        | 7         | 5         | 0         | 1         | 1.000     |
| 2024  | BOS   | 4         | 4         | 3         | 0         | 0         | 1.000     |
| MLB   | MLB   | 103       | 20        | 19        | 0         | 1         | 1.000     |

- 2024年度シーズン終了時

### 背番号
- 72（2021年 - 2022年）
- 22（2023年 - ）